# Milan Stojanović
Milan Stojanović (1911. december 28. – ?) jugoszláv labdarúgókapus.
A Jugoszláv királyság válogatottjának tagjaként részt vett az 1930-as világbajnokságon.